# Nemotaulius admorsus
Nemotaulius admorsus är en nattsländeart som först beskrevs av Mclachlan 1866.  Nemotaulius admorsus ingår i släktet Nemotaulius och familjen husmasknattsländor. Inga underarter finns listade i Catalogue of Life.